# آسیب مغزی

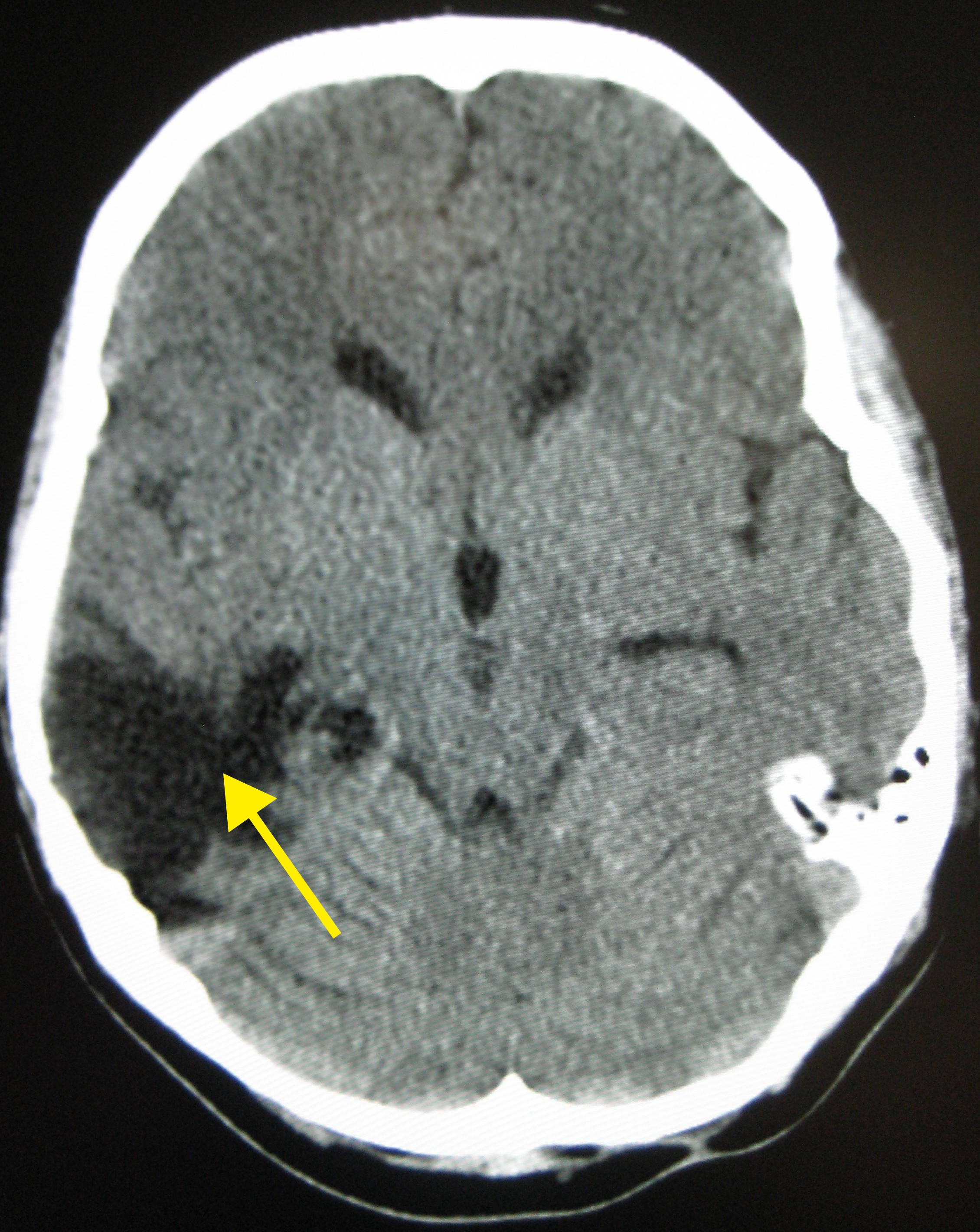
یک تصویر سی‌تی اسکن از سرِ یک بیمار که در آن، فضای خالی، چندین سال پس از یک جراحت مغزیِ ناشی از تروما، با نشانهٔ پیکان نمایش داده شده‌است

آسیب مغزی (به انگلیسی: Brain injury) نوعی آسیب است که در مغز یک موجود زنده رخ می‌دهد. آسیب‌های مغزی را می‌توان به چند طریق طبقه‌بندی کرد. آسیب مغزی اولیه و ثانویه اشاره به فرایندهای آسیب، و آسیب مغزی متمرکز و پراکنده اشاره به دامنه یا موقعیت آسیب مغزی دارند. انواع خاص آسیب مغزی شامل موارد زیر است:
- آسیب مغزی: تخریب یا ازبین‌رفتن سلول‌های مغزی
- جراحت مغزی ناشی از تروما: آسیبی که به دلیل جراحت حاصل از عامل خارجی به‌وجود می‌آید.
- سکتهٔ مغزی: آسیب ناشی از انسداد عروق مغزی
- آسیب مغزی اکتسابی: آسیب مغزی که پس از تولد ایجاد شود، فارغ از اینکه ناشی از عامل داخلی یا خارجی باشد.

یک گروه متداول با بیشترین آسیب‌دیدگی، ضربه مغزی (TBI) است که ضربه فیزیکی یا آسیب دیدگی سر از یک منبع خارجی پس از آن قرار دارند و اصطلاح آسیب مغزی اکتسابی (ABI) در محافل مرتبط برای تمایز میان آسیب‌های مغزی پس از تولد با اختلال‌های ژنتیکی و مادرزادی استفاده مب شود. آسیب‌های اولیه و ثانویه مغز فرایندهای درگیر را شناسایی می‌کنند، در حالی که آسیب کانونی و منتشر مغز شدت و محل را توصیف می‌کند.
پژوهش‌های کنونی نشان داده‌است که انعطاف‌پذیری عصبی، که به مغز اجازه می‌دهد با تشکیل اتصالات عصبی جدید در طول زندگی، خود را دوباره سازماندهی کند، امکان تنظیم دوباره عملکرد آن را فراهم می‌کنند. این به مغز اجازه می‌دهد تا آسیب و بیماری را جبران کند.